# Brassomyia strigosellae
Brassomyia strigosellae är en tvåvingeart som beskrevs av Fedotova 1994. Brassomyia strigosellae ingår i släktet Brassomyia och familjen gallmyggor.
Artens utbredningsområde är Kazakstan. Inga underarter finns listade i Catalogue of Life.